# Władcy Belgii
Chronologiczna lista władców Belgii od 1831 roku gdy Belgia po rewolucji belgijskiej ogłosiła niepodległość i oderwała się od Królestwa Zjednoczonych Niderlandów:

## Tytulatura
- Jego Królewska Mość (imię monarchy), król Belgów

## Królowie Belgów

### Koburgowie
| # | Imię                                         |          | Lata życia                    | Lata życia                            | Czas rządów      | Czas rządów             | Rodzice                                                            |
| # | Imię                                         | Urodzony | Zmarł                         | Od                                    | Do               |                         | Rodzice                                                            |
| - | -------------------------------------------- | -------- | ----------------------------- | ------------------------------------- | ---------------- | ----------------------- | ------------------------------------------------------------------ |
| - | Erasme Louis, baron Surlet de Chokier regent |          | 27 listopada 1769 Liège       | 7 sierpnia 1839 Gingelom              | 25 lutego 1831   | 21 czerwca 1831         | -                                                                  |
| 1 | Leopold I Léopold Ier Leopold I              |          | 16 grudnia 1790 Koburg        | 10 grudnia 1865 Laeken                | 21 czerwca 1831  | 10 grudnia 1865         | Franciszek Sachsen-Coburg-Saalfeld Augusta Reuss-Ebersdorf         |
| 2 | Leopold II Léopold II Leopold II             |          | 9 kwietnia 1835 Bruksela      | 17 grudnia 1909 Laeken                | 10 grudnia 1865  | 17 grudnia 1909         | Leopold I Koburg Ludwika Maria Orleańska                           |
| 3 | Albert I er Albert I                         |          | 8 kwietnia 1875 Bruksela      | 17 lutego 1934 Marche-les-Dames       | 17 grudnia 1909  | 17 lutego 1934          | Filip Koburg, hrabia Flandrii Maria Luiza Hohenzollern-Sigmaringen |
| 4 | Leopold III Léopold III Leopold III          |          | 3 listopada 1901 Bruksela     | 25 września 1983 Woluwe-Saint-Lambert | 17 lutego 1934   | 16 lipca 1951 Abdykował | Albert I Koburg Elżbieta Gabriela Bawarska                         |
| - | Karol, hrabia Flandrii regent                |          | 10 października 1903 Bruksela | 1 czerwca 1983 Ostenda                | 23 września 1944 | 20 lipca 1950           | Albert I Koburg Elżbieta Gabriela Bawarska                         |
| 5 | Baldwin I Baudouin Ier Boudewijn I           |          | 10 października 1930 Laeken   | 31 lipca 1993 Motril                  | 16 lipca 1951    | 31 lipca 1993           | Leopold III Koburg Astrid Zofia Bernadotte                         |
| 6 | Albert II                                    |          | 6 czerwca 1934 Laeken         |                                       | 31 lipca 1993    | 31 lipca 2013 Abdykował | Leopold III Koburg Astrid Zofia Bernadotte                         |
| 7 | Filip I Philippe Ier Filips I                |          | 15 kwietnia 1960 Bruksela     |                                       | 31 lipca 2013    |                         | Albert II Koburg Donna Paola Consiglia                             |